# Жаков Олег Петрович
Оле́г Петро́вич Жа́ков (рос. Олег Петрович Жаков; 1905—1988) — російський кіноактор, народний артист СРСР (1969), лауреат Державної премії СРСР (1946, 1971).
Народився 19 березня (1 квітня) 1905 року, після школи закінчив Ленінградський технікум сценічних мистецтв (1929).

## Фільмографія
- 1926 — Шинель — товариш Башмачкина
- 1927 — С. В. Д.
- 1929 — Новий Вавилон
- 1930 — Крижана доля — радист Пухов
- 1930 — Вітер в обличчя — Борис
- 1931 — Полудень — Борис
- 1932 — Помилка героя — дядько Феліції
- 1933 — Моя Батьківщина — Аляб'єв
- 1933 — Перший взвод — Василь
- 1933 — Окремий випадок — Лопухін
- 1934 — Чи люблю тебе? — Сеня
- 1934 — Золоті вогні — Ковальов
- 1936 — Депутат Балтики — Воробйов
- 1936 — Ми з Кронштадта — Ян Драудін
- 1936 — Семеро сміливих — Курт Шеффер
- 1937 — За радянську Батьківщину — Тойво Антікайнен
- 1937—1939 — Великий громадянин — Боровський
- 1938 — Болотні солдати — Пауль
- 1938 — Професор Мамлок — Рольф
- 1939 — Мужність — Олексій Томілін
- 1939 — Друзі зустрічаються знову — Корнієнко
- 1941 — Фронтові подруги — Банников
- 1942 — Вбивці виходять на дорогу
- 1942 — Син бійця — Воробйов
- 1943 — Березень — квітень — Жаворонков
- 1943 — Одна родина — Морозов
- 1943 — Підводний човен Т-9 — Костров
- 1944 — Навала — Федір Таланов
- 1945 — Пісні Абая — Долгополов
- 1946 — В далекому плаванні — капітан Студенцов
- 1946 — Сини — Яніс
- 1946 — В ім'я життя — Рождественський
- 1946 — Біле ікло — гірничий інженер Відон Скотт
- 1947 — Рядовий Олександр Матросов — капітан Щербина
- 1948 — Дорогоцінні зерна — Івашин
- 1949 — Зірка — Сербіченко
- 1950 — Донецькі шахтарі — Андреєв
- 1950 — Змова приречених — Куртов
- 1953 — Великий воїн Албанії Скандербег — Тануш Тонія
- 1953 — Вихори ворожі — П'ятаков
- 1954 — Діти партизана — слідчий
- 1954 — Повість про лісового велетня — Дудін Нікандр Петрович
- 1955 — Тінь біля пірсу — майор Людов
- 1955 — Багаття безсмертя — Мартин Ясноокий
- 1955 — Сліди на снігу — Білолюбський
- 1956 — Дорога правди — Павлов
- 1956 — Моя дочка — Рогов
- 1957 — Координати невідомі — Чалий
- 1957 — Народжені бурею — Сигізмунд Раєвський
- 1958 — Орлятко — Карл
- 1958 — Проста річ — Туманович
- 1958 — Киянка — партизан Коломієць
- 1958 — Кочубей — Деверін
- 1959 — Таврія — Мурашко
- 1959 — Його покоління — Каразін
- 1959 — Три оповідання Чехова — епізод
- 1959 — Зорі назустріч — Рижаков
- 1960 — Перше побачення
- 1960 — Операція «Кобра» — Мазур
- 1960 — Світло у вікні — Авілов
- 1961 — Найперші
- 1962 — Суд — Дудирєв
- 1962 — Шлях до причалу — Гастєв
- 1963 — Сліпий птах — Іван Пилипович
- 1963 — Бухта Єлени — Сергунін
- 1963 — Їм підкоряється небо — Басаргін
- 1964 — Державний злочинець — Гур'єв
- 1964 — Криниці
- 1965 — Рано вранці — Микола
- 1966 — Дивовижна історія, схожа на казку
- 1966 — Втамування спраги — Єрмасов
- 1966 — Бур'ян
- 1967 — Та, що біжить по хвилях — Проктор
- 1967 — Браслет 2 — Рибкін
- 1967 — Сім братів Черві (Італія) — тато Черві
- 1968 — Помилка резидента — Дембович
- 1969 — Біля озера — вчений Бармін
- 1969 — Король гір та інші — Марков
- 1970 — Місія в Кабулі
- 1971 — Сьоме небо
- 1972 — Нічний мотоцикліст
- 1973 — Шукаю людину
- 1973 — Тут наш дім
- 1973 — Земля, до запитання
- 1974 — Фронт без флангів — дід Матвій
- 1974 — День прийому з особистих питань
- 1975 — Коли тремтить земля — Демидов
- 1975 — Без права на помилку — суддя Микола Олександрович
- 1975 — Сталевий перстеньок — дід Кузьма
- 1976 — Розклад на завтра
- 1977 — Пригоди Травки (фільм) — Васильєв
- 1977 — Озброєний і дуже небезпечний — суддя Флеммінг
- 1978 — Фронт за лінією фронту — дід Матвій
- 1979 — Іподром
- 1979 — Мій генерал — Рибаков
- 1980 — Такі ж, як ми!
- 1980 — Сергій Іванович іде на пенсію
- 1981 — Сто радощів, або Книга великих відкриттів — дядько Міша
- 1982 — Дівчина і Гранд — дядько Петя
- 1983 — Спекотне літо в Кабулі — професор Федоров